# Leaiberivier
De Leaiberivier (Zweeds: Leaibejåkka of Leaibe) is een beek die stroomt in de Zweedse  gemeente Kiruna. De beek ontvangt haar water een bergplateau. De beek stroomt naar het zuidoosten weg en gaat na circa 5 kilometer op in de Kaskasjåkka.
Afwatering: Leaiberivier → Kaskasjåkka → Lainiorivier → Torne → Botnische Golf